# Lophoptera semirufa
Lophoptera semirufa là một loài bướm đêm trong họ Noctuidae.